# Amsterdamsche Football Club Ajax 2004-2005
Questa pagina raccoglie i dati riguardanti l'Amsterdamsche Football Club Ajax nelle competizioni ufficiali della stagione 2004-2005.

## Stagione
Questa stagione inizia con la sconfitta per 4-2 nella Johan Cruijff Schaal subita dall'Utrecht, mentre a fine agosto Zlatan Ibrahimović si trasferisce alla Juventus. La squadra accede direttamente alla fase a gironi della UEFA Champions League, che però non viene superata: inserita nel gruppo C insieme a Juventus, Bayern Monaco e Maccabi Tel Aviv ottiene una vittoria contro gli israeliani, un pareggio contro i tedeschi nell'ultima giornata e quattro sconfitte. Il cammino prosegue comunque in Coppa UEFA, ma la sconfitta nel ritorno dei sedicesimi contro l'Auxerre costa l'eliminazione e le dimissioni di Ronald Koeman. La panchina viene affidata dopo un breve periodo all'ex difensore biancorosso Danny Blind, che porta i Lancieri ad approdare alla semifinale di KNVB beker (sconfitta contro il Willem II) e al secondo posto in campionato, a dieci punti di distanza dal PSV campione.

## Organigramma societario
Fonte
Area direttiva
- Presidente:  John Jaakke.

Area tecnica
- Allenatore:  Ronald Koeman fino al 25/02/2005, poi  Ruud Krol e  Tonny Bruins Slot fino al 13/03/2005, dal 14/03/2005  Danny Blind.

## Rosa
| N. |                        | Ruolo | Calciatore           |
| -- | ---------------------- | ----- | -------------------- |
| 1  | Romania (bandiera)     | P     | Bogdan Lobonț        |
| 2  | Tunisia (bandiera)     | D     | Hatem Trabelsi       |
| 3  | Paesi Bassi (bandiera) | D     | John Heitinga        |
| 4  | Francia (bandiera)     | D     | Julien Escudé        |
| 5  | Brasile (bandiera)     | D     | Maxwell              |
| 6  | Rep. Ceca (bandiera)   | C     | Tomáš Galásek        |
| 7  | Argentina (bandiera)   | A     | Mauro Rosales        |
| 8  | Sudafrica (bandiera)   | C     | Steven Pienaar       |
| 9  | Svezia (bandiera)      | A     | Zlatan Ibrahimović   |
| 9  | Grecia (bandiera)      | A     | Angelos Charisteas   |
| 10 | Paesi Bassi (bandiera) | C     | Rafael van der Vaart |
| 11 | Belgio (bandiera)      | C     | Tom Soetaers         |
| 12 | Ghana (bandiera)       | C     | Anthony Obodai       |
| 14 | Belgio (bandiera)      | D     | Thomas Vermaelen     |
| 15 | Stati Uniti (bandiera) | C     | John O'Brien         |
| 16 | Paesi Bassi (bandiera) | C     | Nigel de Jong        |

| N. |                        | Ruolo | Calciatore           |
| -- | ---------------------- | ----- | -------------------- |
| 17 | Grecia (bandiera)      | A     | Yannis Anastasiou    |
| 18 | Paesi Bassi (bandiera) | C     | Wesley Sneijder      |
| 19 | Belgio (bandiera)      | A     | Wesley Sonck         |
| 20 | Paesi Bassi (bandiera) | C     | Daniël de Ridder     |
| 21 | Paesi Bassi (bandiera) | P     | Maarten Stekelenburg |
| 23 | Rep. Ceca (bandiera)   | D     | Zdeněk Grygera       |
| 25 | Brasile (bandiera)     | D     | Filipe               |
| 26 | Paesi Bassi (bandiera) | C     | Hedwiges Maduro      |
| 27 | Belgio (bandiera)      | C     | Tom De Mul           |
| 28 | Marocco (bandiera)     | C     | Nourdin Boukhari     |
| 29 | Romania (bandiera)     | C     | Nicolae Mitea        |
| 30 | Belgio (bandiera)      | C     | Stanley Aborah       |
| 31 | Sudafrica (bandiera)   | P     | Hans Vonk            |
| 36 | Svezia (bandiera)      | C     | Rasmus Lindgren      |
| 38 | Paesi Bassi (bandiera) | C     | Urby Emanuelson      |
| 49 | Paesi Bassi (bandiera) | A     | Ryan Babel           |

## Statistiche

### Statistiche di squadra
| Competizione          | Punti | Totale | Totale | Totale | Totale | Totale | Totale |
| Competizione          | Punti | G      | V      | N      | P      | Gf     | Gs     |
| --------------------- | ----- | ------ | ------ | ------ | ------ | ------ | ------ |
| Eredivisie            | 77    | 34     | 24     | 5      | 5      | 74     | 33     |
| KNVB beker            | -     | 3      | 2      | 0      | 1      | 4      | 1      |
| Johan Cruijff Schaal  | -     | 1      | 0      | 0      | 1      | 2      | 4      |
| UEFA Champions League | 4     | 6      | 1      | 1      | 4      | 6      | 10     |
| Coppa UEFA            | -     | 2      | 1      | 0      | 1      | 2      | 3      |
| Totale                |       | 46     | 28     | 6      | 12     | 88     | 51     |